# Megachile rubricrus
Megachile rubricrus är en biart som beskrevs av Jesus Santiago Moure 1948. Megachile rubricrus ingår i släktet tapetserarbin, och familjen buksamlarbin. Inga underarter finns listade i Catalogue of Life.